# All the Lovers
„All the Lovers“ je píseň australské popové zpěvačky Kylie Minogue. Píseň pochází z jejího jedenáctého alba Aphrodite. Produkce se ujali producenti Jim Eliot a Stuart Price.

## Hitparáda
| Země           | Umístění |
| -------------- | -------- |
| Česko          | 18       |
| Maďarsko       | 2        |
| Slovensko      | 4        |
| Japonsko       | 11       |
| USA            | 101      |
| Velká Británie | 3        |
| Německo        | 10       |